# Байтеряковське сільське поселення
Байтеря́ковське сільське поселення — колишнє муніципальне утворення в складі Алнаського району Удмуртії, Росія. Адміністративний центр — присілок Байтеряково.

## Населення
Населення — 1160 осіб (2018; 1221 у 2015, 1285 у 2012, 1330 ув 2010, 1532 у 2002).

## Історія
Байтеряковська сільрада була утворена 1924 року у складі Алнаської волості Можгинського повіту Вотської АО. 1929 року, після ліквідації волостей, сільрада увійшла до складу новоствореного Алнаського району. З 5 березня 1963 по 16 листопада 1965 років, у зв'язку з ліквідацією Алнаського району, сільрада перебувала у складі Можгинського району.
Байтеряковське сільське поселення було утворене 1 січня 2005 року шляхом перетворення Байтеряковської сільської ради у рамках муніципальної реформи у Росії.
Розформоване 9 травня 2021 року законом Удмуртської Республіки за 23 квітня 2021 року № 27-РЗ через переформування муніципального району на муніципальний округ.

## Склад
До складу поселення входять такі населені пункти:
| Населений пункт             | Населення, осіб (2002) | Населення, осіб (2010) | Населення, осіб (2012) |
| --------------------------- | ---------------------- | ---------------------- | ---------------------- |
| Байтеряково, присілок       | 365                    | 304                    | 298                    |
| Верхнє Котнирево, присілок  | 214                    | 173                    | 169                    |
| Дружки, присілок            | 2                      | 0                      | 0                      |
| Єлкібаєво, присілок         | 248                    | 210                    | 203                    |
| Кадіково, присілок          | 109                    | 82                     | 82                     |
| Нижнє Котнирево, присілок   | 139                    | 144                    | 143                    |
| Пирогово, присілок          | 88                     | 79                     | 71                     |
| Руський Ятцаз, присілок     | 49                     | 44                     | 44                     |
| Стара Юм'я, присілок        | 249                    | 222                    | 211                    |
| Удмуртський Ятцаз, присілок | 30                     | 54                     | 48                     |
| Ятцазшур, присілок          | 39                     | 18                     | 16                     |

## Господарство
В поселенні діють 2 середні (Байтеряково, Нижнє Котнирево) та 3 початкові (Єлькібаєво, Стара Юм'я, Удмуртський Ятцаз) школи, 4 садочки (Байтеряково, Нижнє Котнирево, Стара Юм'я, Удмуртський Ятцаз), 4 бібліотеки, 6 клубів, 4 фельдшерсько-акушерських пункти.